# Noble County (Indiana)
Noble County ist ein County im Bundesstaat Indiana der Vereinigten Staaten. Der Verwaltungssitz (County Seat) ist Albion.

## Geographie
Das County liegt fast im äußersten Nordosten von Indiana, ist im Norden etwa 40 km von Michigan, im Osten etwa 45 km von Ohio entfernt und hat eine Fläche von 1082 Quadratkilometern, wovon 17 Quadratkilometer Wasserfläche sind. Es grenzt im Uhrzeigersinn an folgende Countys: LaGrange County, Steuben County, DeKalb County, Allen County, Whitley County, Kosciusko County und Elkhart County.

## Geschichte
Noble County wurde am 7. Februar 1835 aus Teilen des Allen County, Elkhart County und des LaGrange County gebildet. Benannt wurde es nach James Noble, dem ersten US-Senator von Indiana.
12 Bauwerke und Stätten des Countys sind im National Register of Historic Places eingetragen (Stand 3. September 2017).

## Demografische Daten

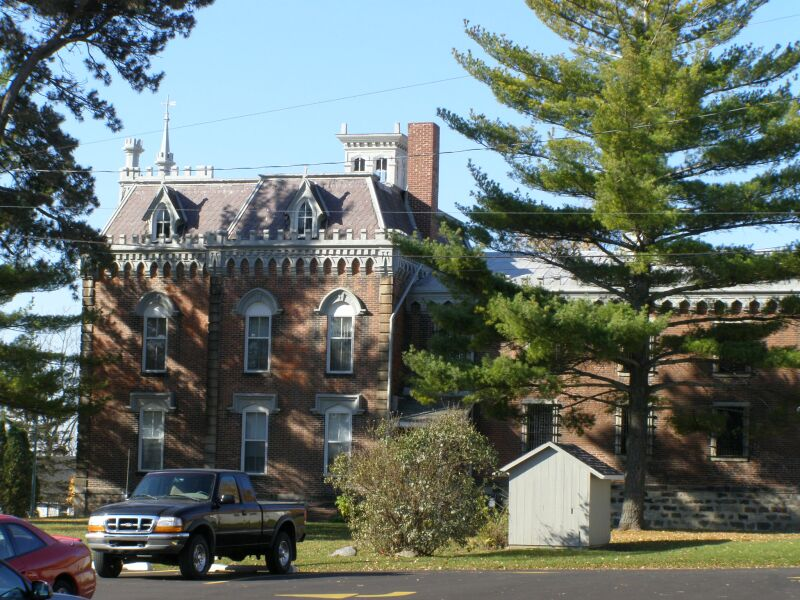
Ehemaliges Bezirksgefängnis, gelistet im NRHP

Nach der Volkszählung im Jahr 2000 lebten im Noble County 46.275 Menschen in 16.696 Haushalten und 12.288 Familien. Die Bevölkerungsdichte betrug 43 Einwohner pro Quadratkilometer. Ethnisch betrachtet setzte sich die Bevölkerung zusammen aus 93,98 Prozent Weißen, 0,41 Prozent Afroamerikanern, 0,25 Prozent amerikanischen Ureinwohnern, 0,36 Prozent Asiaten, 0,02 Prozent Bewohnern aus dem pazifischen Inselraum und 4,04 Prozent aus anderen ethnischen Gruppen; 0,94 Prozent stammten von zwei oder mehr Ethnien ab. 7,13 Prozent der Bevölkerung waren spanischer oder lateinamerikanischer Abstammung.
Von den 16.696 Haushalten hatten 37,4 Prozent Kinder unter 18 Jahre, die mit ihnen im Haushalt lebten. 60,2 Prozent waren verheiratete, zusammenlebende Paare, 9,0 Prozent waren allein erziehende Mütter und 26,4 Prozent waren keine Familien. 21,9 Prozent waren Singlehaushalte und in 8,6 Prozent lebten Menschen mit 65 Jahren oder darüber. Die Durchschnittshaushaltsgröße betrug 2,73 und die durchschnittliche Familiengröße lag bei 3,19 Personen.
29,0 Prozent der Bevölkerung waren unter 18 Jahre alt, 9,2 Prozent zwischen 18 und 24, 30,0 Prozent zwischen 25 und 44 Jahre. 20,8 Prozent zwischen 45 und 64 und 11,0 Prozent waren 65 Jahre alt oder älter. Das Durchschnittsalter betrug 33 Jahre. Auf 100 weibliche Personen kamen 101,5 männliche Personen. Auf 100 Frauen im Alter von 18 Jahren und darüber kamen 99,7 Männer.
Das jährliche Durchschnittseinkommen eines Haushalts betrug 42.700 US-Dollar, das Durchschnittseinkommen der Familien 49.037 USD. Männer hatten ein Durchschnittseinkommen von 35.124 USD, Frauen 24.026 USD. Das Prokopfeinkommen betrug 17.896 USD. 5,6 Prozent der Familien und 7,9 Prozent der Bevölkerung lebten unterhalb der Armutsgrenze.

## Orte im County
- Albion
- Ari
- Avilla
- Bakertown
- Brimfield
- Burr Oak
- Cosperville
- Cromwell
- Egans Point
- Ege
- Green Center
- Indian Village
- Kendallville
- Kimmell
- Laotto
- Ligonier
- Lisbon
- Merriam
- Ormas
- Port Mitchell
- Rome City
- Swan
- Wakeville Village
- Wawaka
- Wayne Center
- Wilmot
- Wolcottville
- Wolflake

Townships
- Albion Township
- Allen Township
- Elkhart Township
- Green Township
- Jefferson Township
- Noble Township
- Orange Township
- Perry Township
- Sparta Township
- Swan Township
- Washington Township
- Wayne Township
- York Township